# Paraxelpa
Paraxelpa is een geslacht van rechtvleugeligen uit de familie doornsprinkhanen (Tetrigidae). De wetenschappelijke naam van dit geslacht is voor het eerst geldig gepubliceerd in 1932 door Sjöstedt.

## Soorten
Het geslacht Paraxelpa  is monotypisch en omvat slechts de volgende soort:
- Paraxelpa monstrosa (Sjöstedt, 1932)